# Karen Budge
Karen Budge Eaton  , née le 14 novembre 1949 à Jackson Wyoming, est une skieuse alpine américaine.

## Résultats sportifs

### Coupe du monde
- Résultat au classement général : 24e en 1968. : 14e en 1969. : 15e en 1970. : 17e en 1971. : 34e en 1972.

### Jeux olympiques d'hiver
- Sapporo 1972 descente: 14e.